# Sosnovskoe
Sosnovskoe (in russo Сосновское?) è un insediamento operaio della Russia europea centro-orientale, nell'oblast' di Nižnij Novgorod, centro amministrativo del rajon Sosnovskij.
Si trova 98 km a sud-ovest di Nižnij Novgorod.